# Biškupec Zelinski
 Biškupec Zelinski  falu Horvátországban Zágráb megyében. Közigazgatásilag Szentivánzelinához tartozik.

## Fekvése
Zágrábtól 26 km-re északkeletre, községközpontjától  1 km-re északnyugatra a megye északkeleti részén fekszik. A városhoz való közelsége miatt egyre inkább Szentivánzelina elővárosának számít. 

## Története
Biškupecet 1482-ben említik először "oppidum Biskupec" alakban. Nevét onnan kapta, hogy a zágrábi püspökség birtoka volt. A 18. századtól a szentivánzelinai Keresztelő Szent János plébánia falvai közé tartozik.
A falunak 1857-ben 326, 1910-ben 641 lakosa volt. Trianonig Zágráb vármegye Szentivánzelinai járásához tartozott. 2001-ben 969 lakosa volt. 

## Nevezetességei
A falutól 4 km-re északnyugatra Medvednica-hegység keleti lejtőjén 326 m magas erdős dombtetőn találhatók Zelina várának romjai. A várat 1284 előtt a Péc nembeli Dénes nádor építtette. 1297-től említik, amikor fiáé Jánosé volt. 1635-ben már romként említik, ma csak tekintélyes romjai láthatók. 

## Külső hivatkozások
- Szentivánzelina község hivatalos oldala
- Ivan Kalinski: Ojkonimija zelinskoga kraja. Zagreb. 1985.